# Hubbardiidae
Hubbardiidae es una familia de arácnidos, superficialmente parecidos a las arañas. Es la más grande de las dos supervivientes de la orden Schizomida, y está subdividida en dos subfamilias. La familia se basa en la descripción publicada por Orator F. Cook el 1899, habiéndose dicho previamente Schizomidae.
La clasificación de la familia incluye 28 géneros. Siete de ellos se encuentran en Australia, de los cuales cinco se encuentran en ninguna parte más: Draculoides, Julattenius, Notozomus, Attenuizomus y Brignolizomus.
Cinco se encuentran en México, tres de los cuales son endémicos (Pacal, Mayazomus y Sotanostenochrus).
Seguidamente hay una lista de géneros dividida en dos subfamilias:
- Hubbardiidae Cook, 1899
  - Hubbardiinae Cook, 1899
    - Afrozomus Reddell & Cokendolpher, 1995
    - Anepsiozomus Harvey, 2001
    - Antillostenochrus Armas & Teruel, 2002
    - Apozomus Harvey, 1992
    - Artacarus Cook, 1899
    - Attenuizomus Harvey, 2000
    - Bamazomus Harvey, 1992
    - Brignolizomus Harvey, 2000
    - Burmezomus Bastawade, 2004
    - Clavizomus Reddell & Cokendolpher, 1995
    - Cokendolpherius Armas, 2002
    - Colombiazomus Armas & Delgado-Santa, 2012
    - Cubazomus Reddell & Cokendolpher, 1995
    - Draculoides Harvey, 1992
    - Enigmazomus Harvey, 2006
    - Guanazomus Teruel & Armas, 2002
    - Gravelyzomus Kulkarni, 2012
    - Hansenochrus Reddell & Cokendolpher, 1995
    - Hubbardia Cook, 1899
    - Javazomus Reddell & Cokendolpher, 1995
    - Julattenius Harvey, 1992
    - Luisarmasius Reddell & Cokendolpher, 1995
    - Mahezomus Harvey, 2001
    - Mayazomus Reddell & Cokendolpher, 1995
    - Neozomus Reddell & Cokendolpher, 1995
    - Notozomus Harvey, 1992
    - Oculozomus Reddell & Cokendolpher, 1995
    - Orientzomus Cokendolpher & Tsurusaki, 1994
    - Ovozomus Harvey, 2001
    - Pacal Reddell & Cokendolpher, 1995
    - Piaroa Villarreal, Giupponi & Tourinho, 2008
    - Reddellzomus Armas, 2002
    - Rowlandius Reddell & Cokendolpher, 1995
    - Schizomus Cook, 1899
    - Secozomus Harvey, 2001
    - Sotanostenochrus Reddell & Cokendolpher, 1991
    - Stenochrus Chamberlin, 1922
    - Stenoschizomus González-Sponga, 1997
    - Stewartpeckius Reddell & Cokendolpher, 1995
    - Surazomus Reddell & Cokendolpher, 1995
    - Tayos Reddell & Cokendolpher, 1995
    - Trithyreus Kraepelin, 1899
    - Troglocubazomus Teruel, 2003
    - Wayuuzomus Armas & Colmenares, 2006
    - Zomus Reddell & Cokendolpher, 1995

  - Megaschizominae Rowland, 1973
    - Megaschizomus Lawrence, 1969

- Datos: Q3141906
- Multimedia: Hubbardiidae / Q3141906
- Especies: Hubbardiidae